# Казахстанско-мексиканские отношения
Казахстанско-мексиканские отношения — двусторонние дипломатические отношения между Казахстаном и Мексикой. Страны являются членами Организации Объединённых Наций и Всемирной торговой организации.

## История
14 января 1992 года страны официально установили дипломатические отношения, вскоре после распада Советского Союза. С тех пор между странами было немного дипломатических контактов, их представители встречались только на международных форумах, таких как Организация Объединённых Наций. В сентябре 2014 года министр иностранных дел Казахстана Ерлан Идрисов посетил Мексику с официальным визитом, тем самым став самым высокопоставленным чиновником этой страны, побывавшим в Мехико. Во время визита было объявлено о планах открытия посольств в столицах друг друга, а также Ерлан Идрисов встретился со своим мексиканским коллегой, министром иностранных дел Хосе Антонио Мидом и провел переговоры с министром экономики Ильдефонсо Гуахардо Вильярреалом, председателем Сената Мигелем Барбосой Уэртой и бывшим президентом Висенте Фоксом.
После визита страны расширили сотрудничество в создании механизмов превращения их регионов в безъядерные зоны. В мае 2015 года российская ракета, несущая мексиканский спутник, была запущена из Казахстана и несколько минут спустя разбилась из-за технических проблем. В 2016 году Казахстан открыл постоянное посольство в Мехико. В 2017 году Мексика приняла участие в «ЭКСПО 2017», проходившем в Астане. Во время выставки страны также отметили 25-летие со дня установления дипломатических отношений.

## Визиты на высоком уровне
Из Казахстана в Мексику:
- министр иностранных дел Ерлан Идрисов (2014 год);
- заместитель министра иностранных дел Ержан Ашикбаев (2015 год).

Из Мексики в Казахстан:
- заместитель министра иностранных дел Карлос Гонсалес (2017 год).

## Двусторонние соглашения
Между странами подписано несколько двусторонних соглашений, таких как: Соглашение об отмене визовых требований для получения официального, служебного и дипломатического паспорта (2014 год); Меморандум о взаимопонимании по созданию консультативного механизма в областях взаимных интересов между министерствами иностранных дел обеих стран (2014 год) и Меморандум о взаимопонимании в сотрудничестве между Казахстанской академией государственного управления и мексиканским институтом Матиаса Ромеро, который готовит дипломатов, а также принял совместное заявление, отражающее двусторонние вопросы и позиции двух стран по глобальным вопросам (2014 год).

## Торговля
В 2018 году объём товарооборота между странами составил сумму 23 миллиона долларов США. Экспорт Мексики в Казахстан: металлические трубы, электродвигатели и генераторы, медицинское оборудование, воздушные и вакуумные насосы, тракторы, автомобили и другие транспортные средства, молибденовая руда, алкогольные напитки, продукты питания и химические продукты. Мексика является вторым по величине торговым партнером Казахстана в Латинской Америке, после Бразилии.

## Дипломатические представительства
- Казахстан имеет посольство в Мехико[9].
- Интересы Мексики в Казахстане представлены через посольство в Анкаре (Турция)[10].
- Мексика имеет почетное консульство в Алма-Ате [11][10][12].
- Мексика откроет посольство в Казахстане в 2023 году [13] [11]

### Послы Казахстана в Мексике
1. Елемесов, Андриан Копмагамбетович 2015—2020[14]